# 冷欣夫
冷欣夫（1927年—），男，山东海阳人，中国昆虫学家、农药生物化学家，曾任中国科学院动物研究所研究员、博士生导师。